# Citronella samoensis
Citronella samoensis är en järneksväxtart som först beskrevs av Asa Gray, och fick sitt nu gällande namn av Howard. Citronella samoensis ingår i släktet Citronella och familjen Cardiopteridaceae. Inga underarter finns listade i Catalogue of Life.